# Jasová
Jasová é um município da Eslováquia, situado no distrito de Nové Zámky, na região de Nitra. Tem 19,93 km² de área e sua população em 2018 foi estimada em 1.133 habitantes.

## Demografia
| Ano:        | 1994 | 2004   | 2014   | 2024   |
| ----------- | ---- | ------ | ------ | ------ |
| Broj ljudi: | 1257 | 1201   | 1189   | 1136   |
| Razlika:    |      | -4,45% | -0,99% | -4,45% |

| Ano:               | 2023 | 2024   |
| ------------------ | ---- | ------ |
| Número de pessoas: | 1135 | 1136   |
| Diferença:         |      | +0,08% |